# فرار گربه ۲
فرار گربه ۲ (به انگلیسی: Cat Run 2) یک فیلم ویدئویی کمدی محصول ۲۰۱۴ آمریکا، به کارگردانی جان استاکول و دنبالهٔ فیلم گربه فراری ۱ می‌باشد. از ستارگان این فیلم می‌توان به اسکات مکویز، وینتر اَوِه زالی و آلفونزو مک آلی اشاره کرد.
این فیلم در نیواورلئان، لوئیزیانا تهیه و فیلمبرداری شده است.

## بازیگران
- آلفونزو مک آلی در نقش جولیان سیمز
- اسکات مکلوویچ درنقش آنتونی هستر
- وینتر اَوِه زالی در نقش تاتیانا
- کمیل لیای در نقش سیمون
- گرگوری آلن ویلیامز در نقش ری بودرو
- ونسا برنچ در نقش وولکروفت
- دن بیلزریاندر نقش کوردرای
- لئوناردو نام در نقش ژانگ
- ماریا راجرز در نقش مینا